# Luisa Maria Adelaide di Borbone
Luisa Maria Adelaide di Borbone, duchessa d'Orléans (Parigi, 13 marzo 1753 – Ivry-sur-Seine, 23 giugno 1821), era la figlia di Luigi Giovanni Maria di Borbone, duca di Penthièvre e della principessa Maria Teresa d'Este, principessa di Modena e Reggio. Alla morte di suo fratello, Luigi Alessandro, principe di Lamballe, diventò la più ricca ereditiera di Francia prima della rivoluzione francese.
Sposò Luigi Filippo II, duca d'Orléans, il regicida Philippe Égalité, e fu la madre di Luigi Filippo, re dei Francesi. 
Fu la cognata della principessa di Lamballe ed ebbe buone relazioni con la regina Maria Antonietta.

## Biografia

### Infanzia

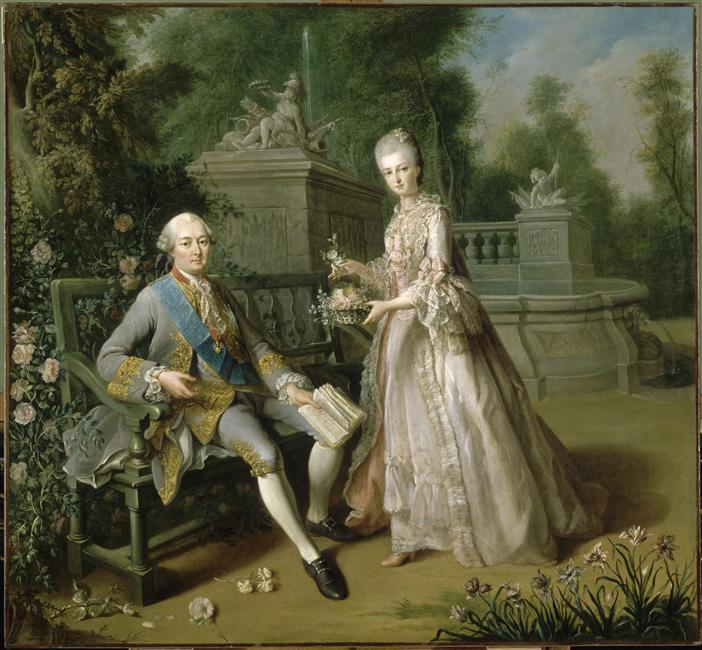
Luisa Maria Adelaide da giovane insieme al padre, Luigi Giovanni Maria di Borbone, duca di Penthièvre

Luisa Maria Adelaide nacque il 13 marzo 1753 all'Hôtel de Toulouse, la residenza parigina di famiglia dal 1712, quando suo nonno, il Conte di Tolosa, lo acquistò da Louis Phélypeaux de La Vrillière. Sua madre morì di parto l'anno successivo. Denominata Mademoiselle d'Ivoy inizialmente, da ragazza, fino al suo matrimonio, Mademoiselle de Penthièvre (derivato dal ducato ereditato dal padre). Il titolo di Mademoiselle de Penthièvre era stato in precedenza attribuito alla sorella "Maria Luisa di Borbone" (1751–1753) che era morta sei mesi dopo la nascita di Maria Adelaide.

### Educazione

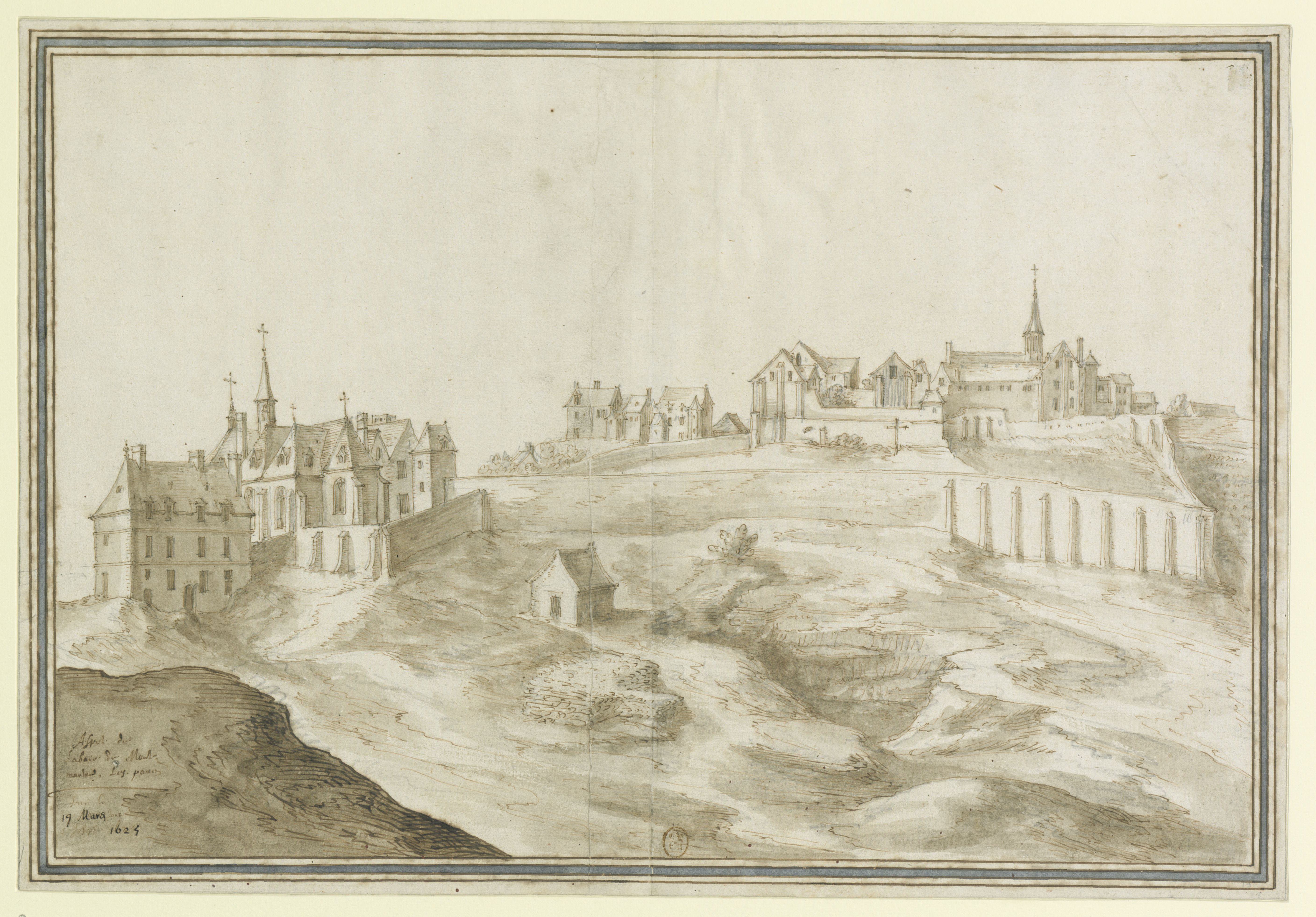
L'abbazia di Montmartre il 19 marzo 1625. Disegno di Étienne Martellange

Alla nascita, fu affidata alle cure di Madame de Sourcy e, come era consuetudine per molte ragazze della nobiltà, fu in seguito allevata in convento, l'Abbaye de Montmartre, con vista su Parigi, dove trascorse dodici anni.
Maria Adelaide era graziosa, timida, e pia. Da bambina, fu incoraggiata a partecipare attivamente alla beneficenza per il quale suo padre era diventato noto come "Principe dei Poveri". La sua reputazione per la beneficenza lo rese popolare attraverso tutta la Francia, successivamente, lo salvò durante la Rivoluzione.

### Matrimonio

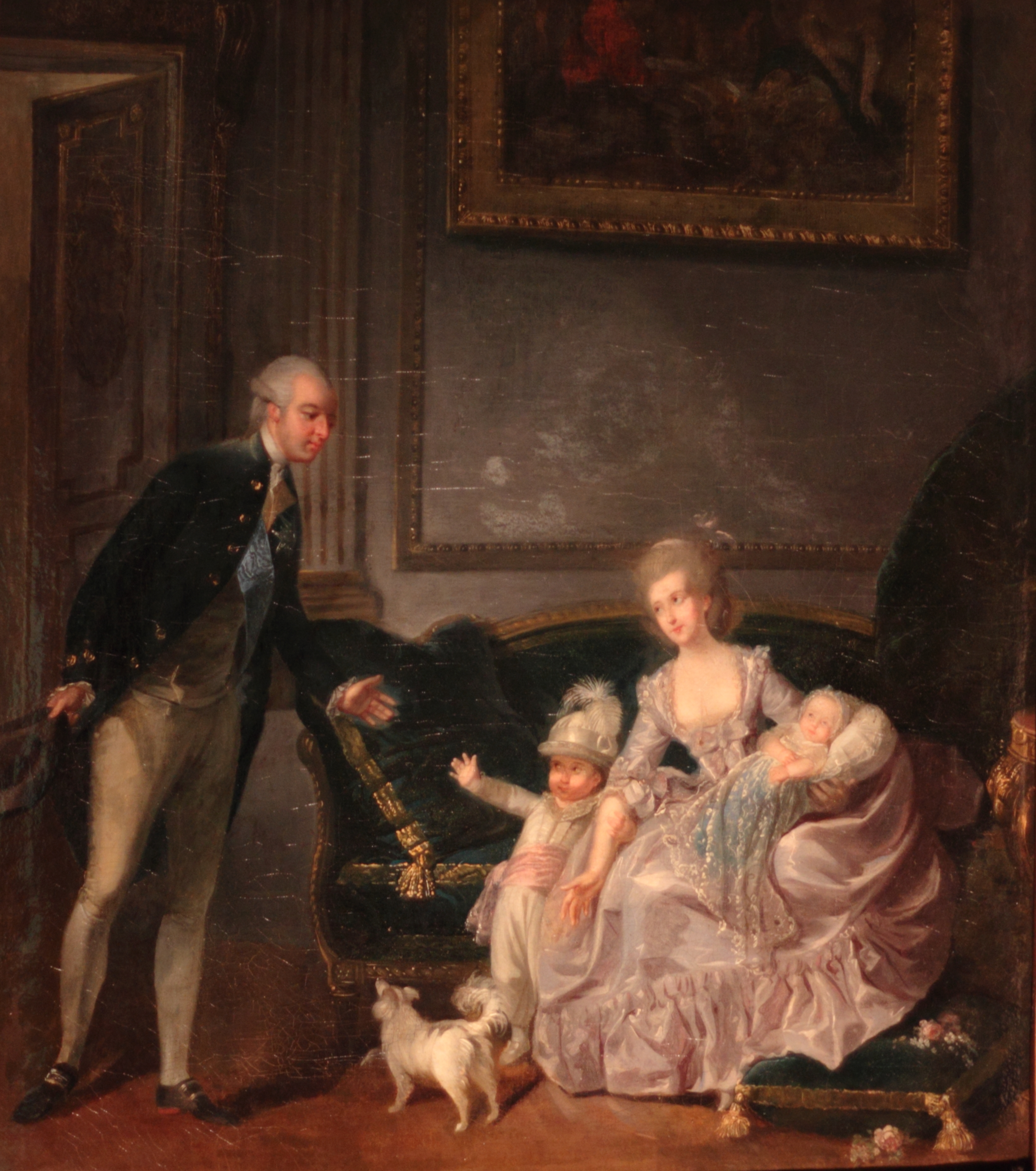
Maria Adelaide, il Duca d'Orléans e loro figlio, Luigi Filippo, futuro 'Re dei Francesi', a Palais Royal, dipinto del 1776 di Charles Lepeintre

Alla morte, l'8 maggio 1768, del suo unico fratello, il principe di Lamballe, Maria Adelaide divenne erede di quella che sarebbe diventata la più grande fortuna di Francia.

Il suo matrimonio con Luigi Filippo Giuseppe d'Orléans, Duca di Chartres, figlio del Duca d'Orléans, era stato previsto in precedenza e, mentre il duca di Penthièvre vide in essa l'opportunità per la figlia di sposarsi nella famiglia del Primo Principe del Sangue, gli Orléans non volevano un'unione con un ramo illegittimo della famiglia reale. Tuttavia, l'opinione degli Orléans cambiò quando la morte del principe di Lamballe lasciò sua sorella unica erede della fortuna di famiglia. Sebbene Maria Adelaide fosse molto innamorata di suo cugino Orléans, Luigi XV mise in guardia Penthièvre contro un tale matrimonio a causa della reputazione del giovane duca di Chartres come libertino.

Siete in errore, cugino, disse Luigi XV a Penthièvre, il Duca di Chartres ha una cattiva tempra, cattive abitudini: è un libertino, vostra figlia non sarà felice. Non abbiate fretta, aspettate!

 Luigi XV temeva anche l'influenza potente che il ramo Orléans avrebbe acquisito se avesse ereditato la fortuna di Penthièvre.
Mademoiselle de Penthièvre fu presentata al Re il 7 dicembre 1768, in una cerimonia chiamata de nubilité, dalla zia materna, la contessa de la Marche. Fu accolta da Luigi XV, dal Delfino (il futuro Luigi XVI) e dagli altri membri della famiglia reale. In quel giorno, fu battezzata da Charles Antoine de La Roche-Aymon, grande elemosiniere di Francia, e le furono imposti i nomi di Louise Marie Adélaïde. La quindicenne principessa, informalmente chiamata Marie-Adélaïde, diventò nota a corte per la sua bellezza ed il carattere virtuoso.
Il suo matrimonio con il Duca di Chartres ebbe luogo alla Reggia di Versailles il 5 aprile 1769 in una sontuosa cerimonia a cui tutti i principi del sangue parteciparono. Il contratto di matrimonio du firmato da tutti i membri della famiglia reale. Successivamente, Luigi XV diede una cena di nozze che comprendeva l'intera famiglia reale, i principi del sangue, e molti degli ospiti invitati.
Mlle de Penthièvre portò alla già facoltosa Casata d'Orléans una dote di sei milioni di livres, una rendita annuale di 240.000 livres (in seguito incrementata di 400.000 di livres), e l'aspettativa di molto altro dopo la morte del padre.

### Lacomtesse de Genlis

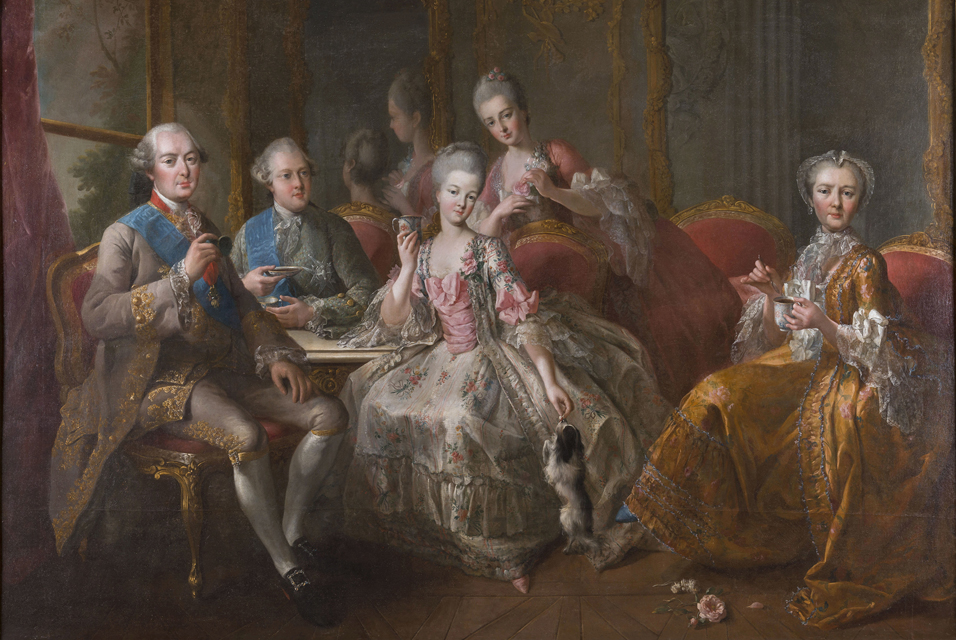
Ritratto di gruppo raffigurante Luisa Maria Adelaide di Borbone, detta "Mademoiselle" di Penthièvre, futura duchessa d'Orléans, in compagni di suo padre, Luigi Giovanni Maria di Borbone, duca di Penthièvre, di sua cognata, Maria Teresa Luisa di Savoia-Carignano, principessa di Lamballe, col suo cane, di suo fratello, Principe di Lamballe e di sua nonna paterna, Marie Victoire de Noailles, contessa di Tolosa. Durante la Rivoluzione francese la Principessa verrà decapitata e la sua testa sarà messa dai rivoluzionari su una picca

Durante i primi mesi del loro matrimonio, la coppia apparve devota l'uno all'altro, ma il duca tornò alla sua vita di  libertinaggio che aveva condotto prima del suo matrimonio. È durante l'estate del 1772, un paio di mesi dopo che sua moglie aveva dato alla luce una bambina nata morta, che Filippo intraprese una segreta liaison con una delle sue dame di compagnia, Stéphanie Félicité Ducrest de St-Albin, comtesse de Genlis, la nipote di Madame de Montesson, la consorte morganatica del padre di Filippo. Passionale in un primo momento, la liaison si raffreddò in pochi mesi e, entro la primavera del 1773, si disse fosse "defunta". Dopo che la relazione romantica era terminata, Félicité rimase al servizio di Maria Adelaide al Palais-Royal, amica fidata sia di Maria Adelaide che di Filippo. Entrambi apprezzavano la sua intelligenza e, nel luglio 1779, diventò la governante delle figlie gemelle della coppia nate nel 1777, anno nel quale Maria Adelaide entrò in massoneria su domanda del marito, che ne era il gran maestro, divenne poi lei stessa gran maestra delle logge femminili, dette d'adozione. 
Era usanza tra i reali francesi e le famiglie nobili "trasferire i ragazzi agli uomini" quando avevano sette anni. Nel 1782, il giovane Luigi Filippo di quasi nove anni aveva un disperato bisogno di disciplina. Tuttavia, il Duca di Chartres non riusciva a pensare a qualcuno di meglio qualificato di "volgere suo figlio" che Mme de Genlis.  Ecco come, nove anni dopo la loro appassionata liaison si era conclusa e trasformata in profonda amicizia, Félicité divenne la "gouverneur" dei bambini del duca e della duchessa de Chartres. Insegnanti e alunni lasciarono il Palais-Royal e andarono a vivere in una casa costruita appositamente per loro sulla base del convento di Bellechasse (couvent des Dames de Bellechasse) a Parigi.
Mme de Genlis era un'insegnante eccellente, ma come quelle del suo ex amante, il duca di Chartres, le sue visioni politiche liberali la resero impopolare presso la regina Maria Antonietta, ferma sostenitrice dell'assolutismo. Nella diffusione delle sue idee, la contessa riuscì ad alienarsi le simpatie dalla loro madre, che era molto conservatrice e legata alla cognata, la principessa de Lamballe, entrambe fedeli alla monarchia assoluta.
Maria Adelaide cominciò a contestare l'educazione data ai suoi figli dalla sua ex dama di compagnia. Il rapporto tra le due donne diventò intollerabile quando Luigi-Filippo, il 2 novembre 1790, un mese dopo il suo diciassettesimo compleanno, aderì al Club dei Giacobini rivoluzionario. Il rapporto di Maria Adelaide con suo marito era giunto, a questo punto, al suo peggio, e l'unico modo in cui i due avrebbero comunicato sarebbe stato attraverso lettere.

Nelle memorie della baronessa d'Oberkirch, la duchessa d'Orléans è descritta come: 
In seguito alla morte di suo suocero Luigi Filippo d'Orléans nel novembre 1785, suo marito diventò il nuovo Duca d'Orléans, e Primo Principe del Sangue, assumendo il rango subito dopo l'immediata famiglia del re. Come moglie di un prince du sang aveva diritto che le si appellassero come vostra altezza serenissima, un trattamento a cui il proprio ramo illegittimo dei Borbone non aveva diritto.

### Rivoluzione

Presa della Bastiglia
(Jean-Pierre Houël, 1789)

Il 5 aprile 1791, Maria Adelaide lasciò suo marito, e andò a vivere con suo padre allo château de Bizy con vista sulla città di Vernon in Normandia. Nel settembre 1792, essendosi schierato con la Rivoluzione, il Duca d'Orléans fu eletto alla convenzione nazionale sotto il nome di Philippe Égalité. Schieratosi con il gruppo radicale chiamato Montagnardi (La Montagne), fu il sospettato fin dall'inizio agli occhi dei Girondini (Girondins), che volevano che tutti i Borbone fossero banditi dalla Francia. Il destino della famiglia Orléans fu segnato quando il figlio maggiore Maria-Adelaide, il duca de Chartres, "Général Égalité" combattente nell'Esercito del Nord comandato da Charles François Dumouriez, chiese asilo politico agli austriaci nel marzo 1793. Il 6 aprile, tutti i membri della famiglia Orléans che erano rimasti in Francia furono arrestati.
Dopo il loro arresto a Parigi, Philippe Égalité e suo figlio, il conte de Beaujolais, furono imprigionati nella prigione dell'Abbaye (prison de l'Abbaye) a Parigi.
In seguito i due furono trasferiti alla prigione di Fort Saint-Jean a Marsiglia, dove presto furono raggiunti dal duc de Montpensier che era stato arrestato mentre serviva da ufficiale nell'Esercito delle Alpi. Il giorno prima che suo padre ed i suoi fratelli fossero arrestati in Francia, il duca de Chartres si precipitò a Tournai, vicino al confine francese, dove sua sorella aveva vissuto da quando Philippe Égalité le aveva fatte emigrare nel novembre 1792.
Il duca de Chartres le accompagnò al sicuro in Svizzera. Nel frattempo, a causa delle sue cattive condizioni di salute, a Maria Adelaide fu permesso di rimanere in Francia, sotto sorveglianza, allo château de Bizy, dove suo padre era morto il mese precedente. La sua eredità, tuttavia, fu confiscata dal governo rivoluzionario.
Nonostante avesse votato per la morte di suo cugino Luigi XVI di Francia, e avendo denunciato la defezione di suo figlio, Philippe Égalité fu ghigliottinato il 6 novembre 1793.

### Vedova Égalité

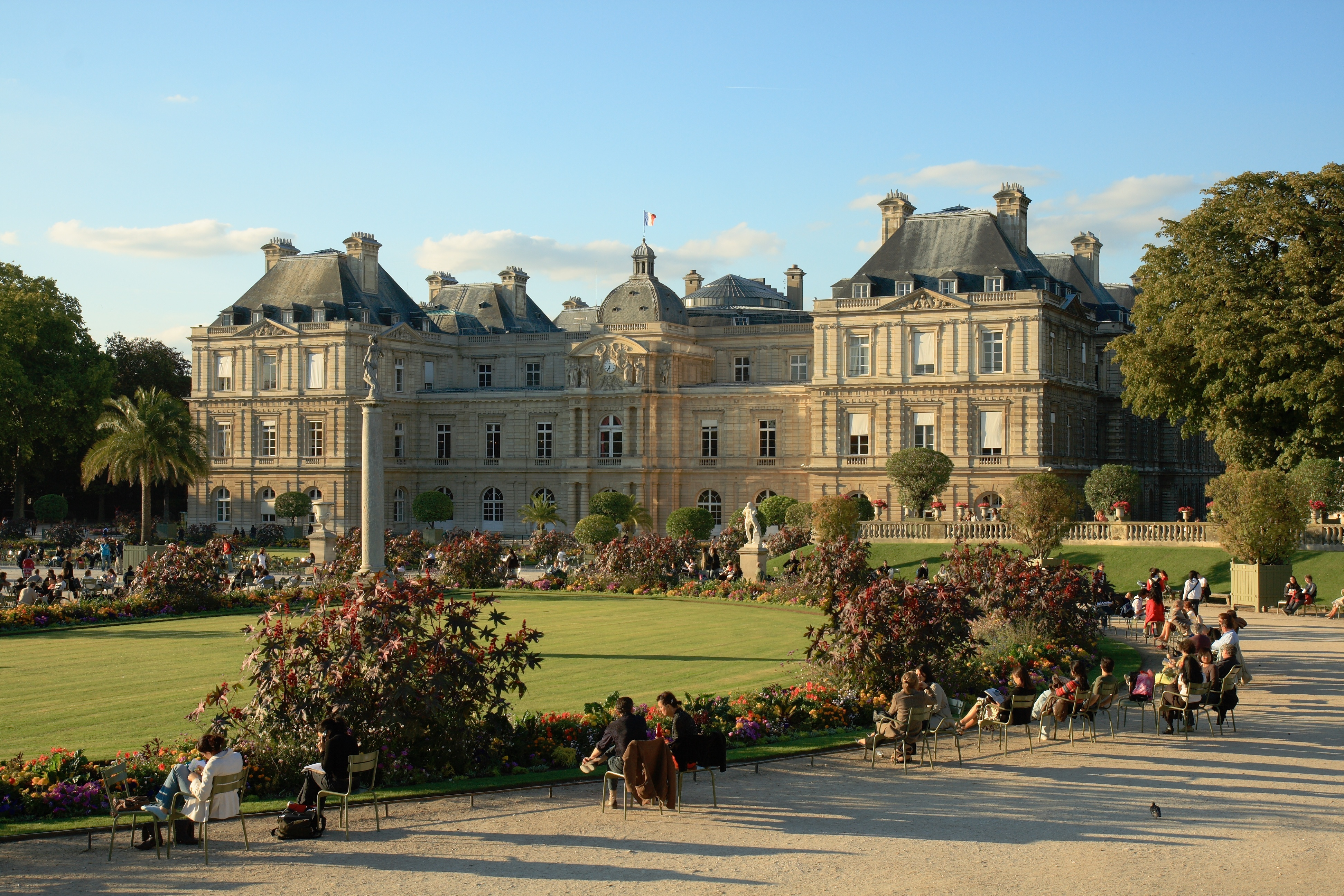
Il Palais du Luxembourg dove Maria Adelaide fu imprigionata dal novembre 1793 al luglio 1794.

Dopo l'esecuzione di suo marito, Maria Adelaide, ora nota come "Veuve Égalité" (Vedova Égalité), fu incarcerata al Palazzo del Lussemburgo, che era stato trasformato in prigione durante la Rivoluzione. Lì incontrò chi sarebbe diventato "l'amore della sua vita", un ex membro della convenzione nazionale chiamato Jacques-Marie Rouzet, che era stato imprigionato alla caduta dei Girondins. Quasi giustiziata prima della caduta di Robespierre, nel luglio 1794 alla fine del Regime del Terrore, fu poi trasferita alla "Pension Belhomme", un ex istituto psichiatrico che era stato trasformato in una "prigione per ricchi" durante la Rivoluzione. Dopo che Rouzet, che dopo la sua liberazione era diventato un membro del Consiglio dei Cinquecento, ebbe successo, nel 1796, nell'ottenere la sua liberazione e quella dei suoi due figli ancora imprigionati a Marsiglia, i due rimasero sempre insieme e vissero a Parigi fino al 1797, quando un decreto bandì i restanti membri del Casato dei Borbone dalla Francia.
Maria Adelaide fu esiliata in Spagna, come sua cognata Batilde d'Orléans, l'ultima princesse de Condé. Rouzet le accompagnò al confine spagnolo e riuscì a raggiungerle segretamente a Barcellona, dove divenne il suo cancelliere, e lei ottenne per lui il titolo di comte de Folmont.  Maria Adelaide non rivide mai i suoi due figli minori, Montpensier e Beaujolais, che morirono in esilio prima della restaurazione borbonica del 1814.
Maria Adelaide, Rouzet e gli Orléans che vivevano in esilio in Spagna ritornarono in Francia nel 1814 al tempo della prima restaurazione borbonica. Dopo le battaglie legali che durarono fino alla sua morte, la maggior parte della sua eredità fu infine recuperata. Morì nel suo castello ad Ivry-sur-Seine il 23 giugno 1821, dopo aver sofferto di cancro al seno.
Rouzet era morto nove mesi prima, il 25 ottobre 1820, e lo fece inumare nella nuova cappella di famiglia che aveva costruito a Dreux nel 1816, come ultimo luogo di riposo per le due famiglie, Borbone-Penthièvre e Orléans. L'originale cripta della famiglia Borbone-Penthièvre nella Collégiale de Saint-Étienne de Dreux era stata profanata durante la Rivoluzione e i corpi gettati insieme in una tomba nel cimitero di Chanoines della Collégiale. Anche lei fu sepolta nella nuova cappella, che dopo l'ascesa al trono di suo figlio Luigi Filippo, fu ampliata, abbellita e rinominata Chapelle royale de Dreux, divenendo la necropoli per l'ormai famiglia reale Orléans.
Maria Adelaide non visse abbastanza per vedere suo figlio Luigi Filippo diventare il "Re dei Francesi" nel 1830.